# Jon Brockman
Jonathan Rodney Brockman, detto Jon (Snohomish, 20 marzo 1987), è un ex cestista statunitense.

## Carriera
Dopo una carriera NCAA con Washington (quattro stagioni a 13,8 punti e 9,8 rimbalzi di media a partita), viene scelto nel draft del 2009 dai Portland Trail Blazers, che subito dopo lo scambiano con i Sacramento Kings.
La sua prima stagione in NBA è tutto sommato abbastanza positiva: pur non avendo grandi doti realizzative (2,8 punti di media a partita), Brockman si rivela infatti essere un buon difensore ed un discreto rimbalzista (4,1 rimbalzi di media in appena 12,6 minuti di media a partita): ne è una prova la partita giocata contro gli Charlotte Bobcats il 18 gennaio 2010, nella quale pur senza segnare alcun punto raccoglie 14 rimbalzi in 30 minuti. Oltre a questa partita raggiungerà in altre due partite, in una delle quali (il 1º febbraio contro i Nuggets) ottiene la sua prima doppia-doppia in carriera, con 11 punti ed 11 rimbalzi in 22 minuti di impiego.
Il 21 luglio, a stagione finita, i Sacramento Kings lo scambiano con Milwaukee, ottenendo in cambio Darnell Jackson ed una seconda scelta al draft del 2011. Nella nuova squadra Brockman continua a giocare con cifre simili a quelle della stagione precedente (2,2 punti e 2,9 rimbalzi di media a partita).
La terza stagione si rivela essere la peggiore della sua carriera da quando è nella NBA: pur scendendo in campo in 35 occasioni, infatti, gioca solamente 6,5 minuti di media a partita, nei quali raccoglie 1,0 punti e 3,1 rimbalzi di media. A fine stagione viene scambiato con gli Houston Rockets, che però gli rescindono il contratto prima dell'inizio della regular season. Passa così a giocare in Francia, al Limoges, dove nella stagione 2012-2013 gioca 23 partite (13 delle quali in quintetto base) con medie di 11,1 punti e 10,6 rimbalzi a partita in 30 minuti di media a partita. A fine stagione passa a Chalon, sempre nella massima serie francese.

## Palmarès
- McDonald's All-American Game (2005)